# Església de l'Assumpta de Segura
L'església de Santa Maria de l'Assumpta de Segura, és una edificació religiosa del poble de Segura, al municipi de Savallà del Comtat. Té planta de creu grega, amb una coberta de dues vessants de teula àrab. Les primeres filades dels murs de l'edifici estan construïts a partir de carreus molt ben treballats. A partir d'aquests, la resta de l'edifici es basteix amb pedres del país irregulars.
La façana és austera, on hi destaca la portalada principal d'estil renaixentista amb arc de mig punt emmarcada per dues pilastres que sostenen un frontó. Corona el frontó una pedra gravada amb un element decoratiu i per sobre d'aquesta portalada es construeix un rosetó de mida mitjana. A la part superior de la façana està ubicat el campanar de planta rectangular. L'interior de l'edifici és actualment molt senzill, sobretot degut a les destrosses ocasionades durant la Guerra Civil espanyola.